# Colombia en la Copa América Femenina 2025
La Copa América Femenina 2025 se lleva a cabo del 11 de julio al 2 de agosto, Colombia es uno de los 10 participantes.

## Preparación

### Amistosos de preparación
| Fecha      | Lugar         | Competición     | Local          | Resultado | Visita   |
| ---------- | ------------- | --------------- | -------------- | --------- | -------- |
| 20-02-2025 | Houston       | SheBelieves Cup | Estados Unidos | 2:0       | Colombia |
| 23-02-2025 | Glendale      | SheBelieves Cup | Colombia       | 1:4       | Japón    |
| 26-02-2025 | San Diego     | SheBelieves Cup | Australia      | 1:2       | Colombia |
| 06-04-2025 | Osaka         | Amistoso        | Japón          | 1:1       | Colombia |
| 08-04-2025 | Sakai         | Amistoso        | Japón          | 6:1       | Colombia |
| 30-05-2025 | Incheon       | Amistoso        | Corea del Sur  | 0:1       | Colombia |
| 02-06-2025 | Yongin        | Amistoso        | Corea del Sur  | 1:1       | Colombia |
| 27-06-2025 | Ciudad Juárez | Amistoso        | México         | 0:0       | Colombia |
| 02-07-2025 | Zacatepec     | Amistoso        | México         | 1:0       | Colombia |

## Plantel

### Colombia
Entrenador:  Ángelo Marsiglia

La plantilla definitiva del equipo fue anunciada por la FCF el 7 de julio.  Luego el 11 de julio Natalia Giraldo fue descartada para la Copa América por una fractura en su mano derecha siendo reemplazada por Luisa Agudelo. 
| No. | Pos. | Jugadora          | Fecha de nacimiento (edad)         | Apa. | Goles | Club                   |
| --- | ---- | ----------------- | ---------------------------------- | ---- | ----- | ---------------------- |
| 1   | POR  | Catalina Pérez    | 8 de noviembre de 1994 (30 años)   | 41   | 0     | Werder Bremen          |
| 2   | DEF  | Mary José Álvarez | 22 de agosto de 2005 (19 años)     | 7    | 0     | Atlético Nacional      |
| 3   | DEF  | Daniela Arias     | 31 de agosto de 1994 (30 años)     | 64   | 4     | San Diego Wave FC      |
| 4   | DEF  | Ana María Guzmán  | 11 de junio de 2005 (20 años)      | 13   | 0     | Utah Royals            |
| 5   | MED  | Lorena Bedoya     | 6 de octubre de 1997 (27 años)     | 42   | 0     | Cruzeiro               |
| 6   | MED  | Daniela Montoya   | 22 de agosto de 1990 (34 años)     | 110  | 9     | Grêmio                 |
| 7   | DEL  | Manuela Paví      | 23 de diciembre de 2000 (24 años)  | 31   | 4     | West Ham United        |
| 8   | MED  | Marcela Restrepo  | 10 de noviembre de 1995 (29 años)  | 47   | 4     | CF Monterrey           |
| 9   | DEL  | Mayra Ramírez     | 23 de marzo de 1999 (26 años)      | 59   | 9     | Chelsea                |
| 10  | MED  | Leicy Santos      | 16 de mayo de 1996 (29 años)       | 86   | 16    | Washington Spirit      |
| 11  | MED  | Catalina Usme     | 25 de diciembre de 1989 (35 años)  | 122  | 62    | Galatasaray            |
| 12  | POR  | Katherine Tapia   | 7 de diciembre de 1992 (32 años)   | 19   | 0     | Palmeiras              |
| 13  | POR  | Luisa Agudelo     | 27 de marzo de 2007 (18 años)      | 2    | 0     | Deportivo Cali         |
| 14  | DEF  | Ángela Barón      | 18 de septiembre de 2003 (21 años) | 16   | 0     | Racing Louisville FC   |
| 15  | DEL  | Wendy Bonilla     | 8 de julio de 2002 (22 años)       | 14   | 2     | Pumas UNAM             |
| 16  | DEF  | Jorelyn Carabalí  | 18 de mayo de 1997 (28 años)       | 52   | 0     | Brighton & Hove Albion |
| 17  | DEF  | Carolina Arias    | 2 de septiembre de 1990 (34 años)  | 95   | 2     | América de Cali        |
| 18  | DEL  | Linda Caicedo     | 22 de febrero de 2005 (20 años)    | 48   | 13    | Real Madrid            |
| 19  | DEF  | Yirleidis Minota  | 10 de noviembre de 2002 (22 años)  | 16   | 0     | CF Pachuca             |
| 20  | MED  | Ilana Izquierdo   | 14 de junio de 2002 (23 años)      | 15   | 0     | Atlético de San Luis   |
| 21  | DEL  | Valerin Loboa     | 3 de julio de 2007 (18 años)       | 2    | 0     | Deportivo Cali         |
| 22  | DEF  | Daniela Caracas   | 25 de abril de 1997 (28 años)      | 49   | 1     | RDC Espanyol           |
| 23  | MED  | Liced Serna       | 23 de diciembre de 2000 (24 años)  | 9    | 0     | Pumas UNAM             |

## Participación

### Partidos
| Fecha       | Lugar | Instancia      | Local     | Resultado               | Visitante |
| ----------- | ----- | -------------- | --------- | ----------------------- | --------- |
| 16 de julio | Quito | Fase de grupos | Venezuela | 0:0                     | Colombia  |
| 19 de julio | Quito | Fase de grupos | Colombia  | 4:1 (1:1)               | Paraguay  |
| 22 de julio | Quito | Fase de grupos | Colombia  | 8:0 (5:0)               | Bolivia   |
| 25 de julio | Quito | Fase de grupos | Brasil    | 0:0                     | Colombia  |
| 28 de julio | Quito | Semifinales    | Argentina | 0:0 (4:5 p.)            | Colombia  |
| 2 de agosto | Quito | Final          | Colombia  | 4:4 (3:3, 1:1) (4:5 p.) | Brasil    |

### Fase de grupos - Grupo B
| Equipo    | Pts | PJ | PG | PE | PP | GF | GC | Dif |
| --------- | --- | -- | -- | -- | -- | -- | -- | --- |
| Brasil    | 10  | 4  | 3  | 1  | 0  | 12 | 1  | +11 |
| Colombia  | 8   | 4  | 2  | 2  | 0  | 12 | 1  | +11 |
| Paraguay  | 6   | 4  | 2  | 0  | 2  | 8  | 9  | -1  |
| Venezuela | 4   | 4  | 1  | 1  | 2  | 8  | 5  | +3  |
| Bolivia   | 0   | 4  | 0  | 0  | 4  | 1  | 25 | -24 |

     — Clasificado para las semifinales.

     — Clasificado para la definición por el quinto puesto.

#### Venezuela vs. Colombia
| 16 de julio | Venezuela | 0:0     | Colombia | Estadio Gonzalo Pozo Ripalda, Quito |                        |
| 19:00       |           | Reporte |          | Árbitra: Dione Rissios              | Árbitra: Dione Rissios |

| 13         | Guardameta     | Nayluisa Cáceres   |     |
| 6          | Defensa        | Michelle Romero    |     |
| 2          | Defensa        | Verónica Herrera   |     |
| 5          | Defensa        | Yénifer Giménez    | 82' |
| 14         | Defensa        | Raiderlin Carrasco |     |
| 20         | Centrocampista | Dayana Rodríguez   |     |
| 7          | Centrocampista | Daniuska Rodríguez |     |
| 21         | Centrocampista | Bárbara Olivieri   |     |
| 8          | Centrocampista | Gabriela García    |     |
| 19         | Centrocampista | Mariana Speckmaier | 68' |
| 9          | Delantero      | Deyna Castellanos  |     |
| Entrenador | Entrenador     | Ricardo Belli      |     |

| 12         | Guardameta     | Katherine Tapia  |     |
| 17         | Defensa        | Carolina Arias   |     |
| 3          | Defensa        | Daniela Arias    |     |
| 16         | Defensa        | Jorelyn Carabalí |     |
| 22         | Defensa        | Daniela Caracas  | 70' |
| 20         | Centrocampista | Ilana Izquierdo  |     |
| 5          | Centrocampista | Lorena Bedoya    |     |
| 10         | Centrocampista | Leicy Santos     |     |
| 7          | Delantero      | Manuela Paví     |     |
| 9          | Delantero      | Mayra Ramírez    | 76' |
| 18         | Delantero      | Linda Caicedo    | 87' |
| Entrenador | Entrenador     | Ángelo Marsiglia |     |

| 10 | Delantero | Joemar Guarecuco | 68' |
| 18 | Delantero | Ysaura Viso      | 82' |

| 19 | Defensa   | Yirleidis Minota | 70' |
| 21 | Delantero | Valerin Loboa    | 76' |
| 15 | Delantero | Wendy Bonilla    | 87' |

| Amonestado | 43' | Bárbara Olivieri   |
| Amonestado | 55' | Daniuska Rodríguez |
| Amonestado | 57' | Yénifer Giménez    |

| Amonestado | 75' | Mayra Ramírez |
| Amonestado | 90' | Wendy Bonilla |

| Árbitra             | Dione Rissios     |
| Árbitras asistentes | Marcia Castillo   |
| Árbitras asistentes | Leslie Vásquez    |
| Cuarta árbitra      | Marcelly Zambrano |
| Quinta árbitra      | Mónica Amboya     |
| Asesor de árbitras  | Ricardo Casas     |

| 13         | Guardameta     | Nayluisa Cáceres   |     |
| 6          | Defensa        | Michelle Romero    |     |
| 2          | Defensa        | Verónica Herrera   |     |
| 5          | Defensa        | Yénifer Giménez    | 82' |
| 14         | Defensa        | Raiderlin Carrasco |     |
| 20         | Centrocampista | Dayana Rodríguez   |     |
| 7          | Centrocampista | Daniuska Rodríguez |     |
| 21         | Centrocampista | Bárbara Olivieri   |     |
| 8          | Centrocampista | Gabriela García    |     |
| 19         | Centrocampista | Mariana Speckmaier | 68' |
| 9          | Delantero      | Deyna Castellanos  |     |
| Entrenador | Entrenador     | Ricardo Belli      |     |

| 12         | Guardameta     | Katherine Tapia  |     |
| 17         | Defensa        | Carolina Arias   |     |
| 3          | Defensa        | Daniela Arias    |     |
| 16         | Defensa        | Jorelyn Carabalí |     |
| 22         | Defensa        | Daniela Caracas  | 70' |
| 20         | Centrocampista | Ilana Izquierdo  |     |
| 5          | Centrocampista | Lorena Bedoya    |     |
| 10         | Centrocampista | Leicy Santos     |     |
| 7          | Delantero      | Manuela Paví     |     |
| 9          | Delantero      | Mayra Ramírez    | 76' |
| 18         | Delantero      | Linda Caicedo    | 87' |
| Entrenador | Entrenador     | Ángelo Marsiglia |     |

| 10 | Delantero | Joemar Guarecuco | 68' |
| 18 | Delantero | Ysaura Viso      | 82' |

| 19 | Defensa   | Yirleidis Minota | 70' |
| 21 | Delantero | Valerin Loboa    | 76' |
| 15 | Delantero | Wendy Bonilla    | 87' |

| Amonestado | 43' | Bárbara Olivieri   |
| Amonestado | 55' | Daniuska Rodríguez |
| Amonestado | 57' | Yénifer Giménez    |

| Amonestado | 75' | Mayra Ramírez |
| Amonestado | 90' | Wendy Bonilla |

| Árbitra             | Dione Rissios     |
| Árbitras asistentes | Marcia Castillo   |
| Árbitras asistentes | Leslie Vásquez    |
| Cuarta árbitra      | Marcelly Zambrano |
| Quinta árbitra      | Mónica Amboya     |
| Asesor de árbitras  | Ricardo Casas     |

| Estadísticas      | Bandera de Venezuela | Bandera de Colombia |
| Tiros             | 10                   | 4                   |
| Tiros a puerta    | 3                    | 2                   |
| Faltas            | 17                   | 12                  |
| Saques de esquina | 1                    | 1                   |
| Penaltis          | 0                    | 0                   |
| Fueras de juego   | 0                    | 7                   |
| Posesión de balón | 59%                  | 41%                 |

#### Colombia vs. Paraguay
| 19 de julio | Colombia                                      | 4:1 (1:1) | Paraguay     | Estadio Gonzalo Pozo Ripalda, Quito |                          |
| 19:00       | Caicedo 13', 83' · Ramírez 57' · Santos 90+4' | Reporte   | Martínez 15' | Árbitra: Anahí Fernández            | Árbitra: Anahí Fernández |

| 12         | Guardameta     | Katherine Tapia  |     |
| 17         | Defensa        | Carolina Arias   | 62' |
| 3          | Defensa        | Daniela Arias    |     |
| 16         | Defensa        | Jorelyn Carabalí |     |
| 22         | Defensa        | Daniela Caracas  |     |
| 20         | Centrocampista | Ilana Izquierdo  | 90' |
| 5          | Centrocampista | Lorena Bedoya    |     |
| 10         | Centrocampista | Leicy Santos     |     |
| 7          | Delantero      | Manuela Paví     | 46' |
| 9          | Delantero      | Mayra Ramírez    | 90' |
| 18         | Delantero      | Linda Caicedo    | 90' |
| Entrenador | Entrenador     | Ángelo Marsiglia |     |

| 12         | Guardameta     | Soledad Belotto  |     |
| 13         | Defensa        | María Martínez   |     |
| 5          | Defensa        | Dahiana Bogarín  |     |
| 4          | Defensa        | Deisy Ojeda      |     |
| 23         | Centrocampista | Liz Barreto      | 71' |
| 6          | Centrocampista | Fanny Godoy      | 61' |
| 8          | Centrocampista | Celeste Aguilera |     |
| 17         | Centrocampista | Camila Arrieta   |     |
| 9          | Delantero      | Lice Chamorro    |     |
| 21         | Delantero      | Cindy Ramos      | 61' |
| 18         | Delantero      | Claudia Martínez |     |
| Entrenador | Entrenador     | Fábio Fukumoto   |     |

| 11 | Centrocampista | Catalina Usme    | 46' |
| 4  | Defensa        | Ana María Guzmán | 62' |
| 21 | Delantero      | Valerin Loboa    | 90' |
| 23 | Centrocampista | Liced Serna      | 90' |
| 15 | Delantero      | Wendy Bonilla    | 90' |

| 15 | Defensa        | Danna Garcete   | 61' |
| 11 | Delantero      | Fátima Acosta   | 61' |
| 7  | Centrocampista | Ramona Martínez | 71' |

| Anotado | 13'   | Linda Caicedo | 1:0 |
| Anotado | 57'   | Mayra Ramírez | 2:1 |
| Anotado | 83'   | Linda Caicedo | 3:1 |
| Anotado | 90+4' | Leicy Santos  | 4:1 |

| Anotado | 15' | Claudia Martínez | 1:1 |

| Amonestado | 31' | Fanny Godoy |

| Árbitra             | Anahí Fernández  |
| Árbitras asistentes | Daiana Fernández |
| Árbitras asistentes | Belén Clavijo    |
| Cuarta árbitra      | Dione Rissios    |
| Quinta árbitra      | Marcia Castillo  |
| Asesor de árbitras  | Ricardo Casas    |

| 12         | Guardameta     | Katherine Tapia  |     |
| 17         | Defensa        | Carolina Arias   | 62' |
| 3          | Defensa        | Daniela Arias    |     |
| 16         | Defensa        | Jorelyn Carabalí |     |
| 22         | Defensa        | Daniela Caracas  |     |
| 20         | Centrocampista | Ilana Izquierdo  | 90' |
| 5          | Centrocampista | Lorena Bedoya    |     |
| 10         | Centrocampista | Leicy Santos     |     |
| 7          | Delantero      | Manuela Paví     | 46' |
| 9          | Delantero      | Mayra Ramírez    | 90' |
| 18         | Delantero      | Linda Caicedo    | 90' |
| Entrenador | Entrenador     | Ángelo Marsiglia |     |

| 12         | Guardameta     | Soledad Belotto  |     |
| 13         | Defensa        | María Martínez   |     |
| 5          | Defensa        | Dahiana Bogarín  |     |
| 4          | Defensa        | Deisy Ojeda      |     |
| 23         | Centrocampista | Liz Barreto      | 71' |
| 6          | Centrocampista | Fanny Godoy      | 61' |
| 8          | Centrocampista | Celeste Aguilera |     |
| 17         | Centrocampista | Camila Arrieta   |     |
| 9          | Delantero      | Lice Chamorro    |     |
| 21         | Delantero      | Cindy Ramos      | 61' |
| 18         | Delantero      | Claudia Martínez |     |
| Entrenador | Entrenador     | Fábio Fukumoto   |     |

| 11 | Centrocampista | Catalina Usme    | 46' |
| 4  | Defensa        | Ana María Guzmán | 62' |
| 21 | Delantero      | Valerin Loboa    | 90' |
| 23 | Centrocampista | Liced Serna      | 90' |
| 15 | Delantero      | Wendy Bonilla    | 90' |

| 15 | Defensa        | Danna Garcete   | 61' |
| 11 | Delantero      | Fátima Acosta   | 61' |
| 7  | Centrocampista | Ramona Martínez | 71' |

| Anotado | 13'   | Linda Caicedo | 1:0 |
| Anotado | 57'   | Mayra Ramírez | 2:1 |
| Anotado | 83'   | Linda Caicedo | 3:1 |
| Anotado | 90+4' | Leicy Santos  | 4:1 |

| Anotado | 15' | Claudia Martínez | 1:1 |

| Amonestado | 31' | Fanny Godoy |

| Árbitra             | Anahí Fernández  |
| Árbitras asistentes | Daiana Fernández |
| Árbitras asistentes | Belén Clavijo    |
| Cuarta árbitra      | Dione Rissios    |
| Quinta árbitra      | Marcia Castillo  |
| Asesor de árbitras  | Ricardo Casas    |

| Estadísticas      | Bandera de Colombia | Bandera de Paraguay |
| Tiros             | 10                  | 9                   |
| Tiros a puerta    | 9                   | 5                   |
| Faltas            | 7                   | 15                  |
| Saques de esquina | 5                   | 3                   |
| Penaltis          | 0                   | 0                   |
| Fueras de juego   | 0                   | 0                   |
| Posesión de balón | 68%                 | 32%                 |

#### Colombia vs. Bolivia
| 22 de julio | Colombia                                                                                                   | 8:0 (5:0) | Bolivia | Estadio Gonzalo Pozo Ripalda, Quito |                            |
| 16:00       | Montoya 9', 33' · Ramírez 13' · Flores 37' (a.g.) · Caicedo 43' · Bonilla 56' · Carabalí 70' · Loboa 90+3' | Reporte   |         | Árbitra: Marcelly Zambrano          | Árbitra: Marcelly Zambrano |

| 12         | Guardameta     | Katherine Tapia   |     |
| 16         | Defensa        | Jorelyn Carabalí  |     |
| 3          | Defensa        | Daniela Arias     | 71' |
| 2          | Defensa        | Mary José Álvarez |     |
| 15         | Centrocampista | Wendy Bonilla     |     |
| 5          | Centrocampista | Lorena Bedoya     | 46' |
| 6          | Centrocampista | Daniela Montoya   |     |
| 18         | Centrocampista | Linda Caicedo     | 46' |
| 10         | Centrocampista | Leicy Santos      | 64' |
| 9          | Delantero      | Mayra Ramírez     | 64' |
| 11         | Delantero      | Catalina Usme     |     |
| Entrenador | Entrenador     | Ángelo Marsiglia  |     |

| 23          | Guardameta     | Érika Sánchez      |     |
| 3           | Defensa        | Aide Mendiola      |     |
| 4           | Defensa        | Lucerito Bravo     |     |
| 7           | Defensa        | Samantha Alurralde | 46' |
| 2           | Defensa        | Eyda Serrudo       | 46' |
| 18          | Centrocampista | Nelly Carballo     |     |
| 15          | Centrocampista | Angelina Rivero    |     |
| 16          | Centrocampista | Anabel Flores      | 70' |
| 14          | Delantero      | Ana Rojas          |     |
| 19          | Delantero      | Carla Méndez       |     |
| 11          | Delantero      | Emilie Doerksen    |     |
| Entrenadora | Entrenadora    | Rosana Gómez       |     |

| 8  | Centrocampista | Marcela Restrepo | 46' |
| 4  | Defensa        | Ana María Guzmán | 46' |
| 21 | Delantero      | Valerin Loboa    | 64' |
| 23 | Centrocampista | Liced Serna      | 64' |
| 14 | Defensa        | Ángela Barón     | 71' |

| 20 | Defensa   | María José Bravo | 46' |
| 13 | Delantero | Ivana Siles      | 46' |
| 9  | Delantero | Marlene Flores   | 70' |

| Anotado           | 9'    | Daniela Montoya  | 1:0 |
| Anotado           | 13'   | Mayra Ramírez    | 2:0 |
| Anotado           | 33'   | Daniela Montoya  | 3:0 |
| Anotado · Autogol | 37'   | Anabel Flores    | 4:0 |
| Anotado           | 43'   | Linda Caicedo    | 5:0 |
| Anotado           | 56'   | Wendy Bonilla    | 6:0 |
| Anotado           | 70'   | Jorelyn Carabalí | 7:0 |
| Anotado           | 90+3' | Valerin Loboa    | 8:0 |

| Amonestado | 49' | Daniela Arias |

| Árbitra             | Marcelly Zambrano  |
| Árbitras asistentes | Mónica Amboya      |
| Árbitras asistentes | Viviana Segura     |
| Cuarta árbitra      | Roberta Echeverría |
| Quinta árbitra      | Gisela Trucco      |
| Asesora de árbitras | Barbra Bastias     |

| 12         | Guardameta     | Katherine Tapia   |     |
| 16         | Defensa        | Jorelyn Carabalí  |     |
| 3          | Defensa        | Daniela Arias     | 71' |
| 2          | Defensa        | Mary José Álvarez |     |
| 15         | Centrocampista | Wendy Bonilla     |     |
| 5          | Centrocampista | Lorena Bedoya     | 46' |
| 6          | Centrocampista | Daniela Montoya   |     |
| 18         | Centrocampista | Linda Caicedo     | 46' |
| 10         | Centrocampista | Leicy Santos      | 64' |
| 9          | Delantero      | Mayra Ramírez     | 64' |
| 11         | Delantero      | Catalina Usme     |     |
| Entrenador | Entrenador     | Ángelo Marsiglia  |     |

| 23          | Guardameta     | Érika Sánchez      |     |
| 3           | Defensa        | Aide Mendiola      |     |
| 4           | Defensa        | Lucerito Bravo     |     |
| 7           | Defensa        | Samantha Alurralde | 46' |
| 2           | Defensa        | Eyda Serrudo       | 46' |
| 18          | Centrocampista | Nelly Carballo     |     |
| 15          | Centrocampista | Angelina Rivero    |     |
| 16          | Centrocampista | Anabel Flores      | 70' |
| 14          | Delantero      | Ana Rojas          |     |
| 19          | Delantero      | Carla Méndez       |     |
| 11          | Delantero      | Emilie Doerksen    |     |
| Entrenadora | Entrenadora    | Rosana Gómez       |     |

| 8  | Centrocampista | Marcela Restrepo | 46' |
| 4  | Defensa        | Ana María Guzmán | 46' |
| 21 | Delantero      | Valerin Loboa    | 64' |
| 23 | Centrocampista | Liced Serna      | 64' |
| 14 | Defensa        | Ángela Barón     | 71' |

| 20 | Defensa   | María José Bravo | 46' |
| 13 | Delantero | Ivana Siles      | 46' |
| 9  | Delantero | Marlene Flores   | 70' |

| Anotado           | 9'    | Daniela Montoya  | 1:0 |
| Anotado           | 13'   | Mayra Ramírez    | 2:0 |
| Anotado           | 33'   | Daniela Montoya  | 3:0 |
| Anotado · Autogol | 37'   | Anabel Flores    | 4:0 |
| Anotado           | 43'   | Linda Caicedo    | 5:0 |
| Anotado           | 56'   | Wendy Bonilla    | 6:0 |
| Anotado           | 70'   | Jorelyn Carabalí | 7:0 |
| Anotado           | 90+3' | Valerin Loboa    | 8:0 |

| Amonestado | 49' | Daniela Arias |

| Árbitra             | Marcelly Zambrano  |
| Árbitras asistentes | Mónica Amboya      |
| Árbitras asistentes | Viviana Segura     |
| Cuarta árbitra      | Roberta Echeverría |
| Quinta árbitra      | Gisela Trucco      |
| Asesora de árbitras | Barbra Bastias     |

| Estadísticas      | Bandera de Colombia | Bandera de Bolivia |
| Tiros             | 20                  | 6                  |
| Tiros a puerta    | 11                  | 1                  |
| Faltas            | 11                  | 8                  |
| Saques de esquina | 9                   | 2                  |
| Penaltis          | 0                   | 0                  |
| Fueras de juego   | 11                  | 0                  |
| Posesión de balón | 80%                 | 20%                |

#### Brasil vs. Colombia
| 25 de julio | Brasil | 0:0     | Colombia | Estadio IDV, Quito        |                           |
| 19:00       |        | Reporte |          | Árbitra: Milagros Arruela | Árbitra: Milagros Arruela |

| 1          | Guardameta     | Lorena        |     |
| 13         | Defensa        | Fe Palermo    |     |
| 3          | Defensa        | Tarciane      |     |
| 20         | Defensa        | Mariza        |     |
| 18         | Centrocampista | Gabi Portilho |     |
| 15         | Centrocampista | Ary Borges    | 67' |
| 8          | Centrocampista | Angelina      | 80' |
| 6          | Centrocampista | Yasmim        |     |
| 19         | Delantero      | Jhonson       | 28' |
| 7          | Delantero      | Kerolin       | 67' |
| 21         | Delantero      | Dudinha       | 79' |
| Entrenador | Entrenador     | Arthur Elías  |     |

| 12         | Guardameta     | Katherine Tapia  |     |
| 17         | Defensa        | Carolina Arias   |     |
| 3          | Defensa        | Daniela Arias    | 72' |
| 16         | Defensa        | Jorelyn Carabalí |     |
| 22         | Defensa        | Daniela Caracas  |     |
| 10         | Centrocampista | Leicy Santos     | 63' |
| 5          | Centrocampista | Lorena Bedoya    |     |
| 20         | Centrocampista | Ilana Izquierdo  | 72' |
| 21         | Delantero      | Valerin Loboa    |     |
| 9          | Delantero      | Mayra Ramírez    | 63' |
| 18         | Delantero      | Linda Caicedo    |     |
| Entrenador | Entrenador     | Ángelo Marsiglia |     |

| 14 | Guardameta     | Claudia       | 28' |
| 11 | Delantero      | Gio Garbelini | 67' |
| 5  | Centrocampista | Duda Sampaio  | 67' |
| 10 | Delantero      | Marta         | 79' |
| 17 | Centrocampista | Vitória Yaya  | 80' |

| 7  | Delantero      | Manuela Paví      | 63' |
| 11 | Centrocampista | Catalina Usme     | 63' |
| 2  | Defensa        | Mary José Álvarez | 72' |
| 6  | Centrocampista | Daniela Montoya   | 72' |

| Amonestado | 37' | Kerolin    |
| Amonestado | 62' | Ary Borges |

| Amonestado | 31' | Ilana Izquierdo |

| Expulsado | 24' | Lorena |

| Árbitra             | Milagros Arruela |
| Árbitras asistentes | Mariana Aquino   |
| Árbitras asistentes | Vera Yupanqui    |
| Cuarta árbitra      | Dione Rissios    |
| Quinta árbitra      | Leslie Vásquez   |
| Asesora de árbitras | Barbara Basias   |

| 1          | Guardameta     | Lorena        |     |
| 13         | Defensa        | Fe Palermo    |     |
| 3          | Defensa        | Tarciane      |     |
| 20         | Defensa        | Mariza        |     |
| 18         | Centrocampista | Gabi Portilho |     |
| 15         | Centrocampista | Ary Borges    | 67' |
| 8          | Centrocampista | Angelina      | 80' |
| 6          | Centrocampista | Yasmim        |     |
| 19         | Delantero      | Jhonson       | 28' |
| 7          | Delantero      | Kerolin       | 67' |
| 21         | Delantero      | Dudinha       | 79' |
| Entrenador | Entrenador     | Arthur Elías  |     |

| 12         | Guardameta     | Katherine Tapia  |     |
| 17         | Defensa        | Carolina Arias   |     |
| 3          | Defensa        | Daniela Arias    | 72' |
| 16         | Defensa        | Jorelyn Carabalí |     |
| 22         | Defensa        | Daniela Caracas  |     |
| 10         | Centrocampista | Leicy Santos     | 63' |
| 5          | Centrocampista | Lorena Bedoya    |     |
| 20         | Centrocampista | Ilana Izquierdo  | 72' |
| 21         | Delantero      | Valerin Loboa    |     |
| 9          | Delantero      | Mayra Ramírez    | 63' |
| 18         | Delantero      | Linda Caicedo    |     |
| Entrenador | Entrenador     | Ángelo Marsiglia |     |

| 14 | Guardameta     | Claudia       | 28' |
| 11 | Delantero      | Gio Garbelini | 67' |
| 5  | Centrocampista | Duda Sampaio  | 67' |
| 10 | Delantero      | Marta         | 79' |
| 17 | Centrocampista | Vitória Yaya  | 80' |

| 7  | Delantero      | Manuela Paví      | 63' |
| 11 | Centrocampista | Catalina Usme     | 63' |
| 2  | Defensa        | Mary José Álvarez | 72' |
| 6  | Centrocampista | Daniela Montoya   | 72' |

| Amonestado | 37' | Kerolin    |
| Amonestado | 62' | Ary Borges |

| Amonestado | 31' | Ilana Izquierdo |

| Expulsado | 24' | Lorena |

| Árbitra             | Milagros Arruela |
| Árbitras asistentes | Mariana Aquino   |
| Árbitras asistentes | Vera Yupanqui    |
| Cuarta árbitra      | Dione Rissios    |
| Quinta árbitra      | Leslie Vásquez   |
| Asesora de árbitras | Barbara Basias   |

| Estadísticas      | Bandera de Brasil | Bandera de Colombia |
| Tiros             | 12                | 9                   |
| Tiros a puerta    | 2                 | 2                   |
| Faltas            | 23                | 16                  |
| Saques de esquina | 1                 | 4                   |
| Penaltis          | 0                 | 0                   |
| Fueras de juego   | 1                 | 1                   |
| Posesión de balón | 49%               | 51%                 |

### Semifinales

#### Argentina vs. Colombia
| 28 de julio | Argentina                                                  | 0:0 (4:5 p.)               | Colombia                                             | Estadio Rodrigo Paz Delgado, Quito         |                                            |
| 19:00       |                                                            | Reporte                    |                                                      | Árbitra: Ivana Projkovska VAR: Luis Quiroz | Árbitra: Ivana Projkovska VAR: Luis Quiroz |
|             |                                                            | Tiros desde el punto penal |                                                      |                                            |                                            |
|             | Bonsegundo · Braun · Gramaglia · Cometti · Núñez · Stabile |                            | Usme · Carabalí · Paví · Ramírez · Caicedo · Bonilla |                                            |                                            |

| 1          | Guardameta     | Solana Pereyra       |     |
| 4          | Defensa        | Catalina Roggerone   |     |
| 13         | Defensa        | Sophia Braun         |     |
| 6          | Defensa        | Aldana Cometti       |     |
| 14         | Defensa        | Milagros Martín      | 70' |
| 16         | Centrocampista | Evelyn Domínguez     | 80' |
| 5          | Centrocampista | Vanina Preininger    |     |
| 8          | Centrocampista | Daiana Falfán        |     |
| 10         | Delantero      | Maricel Pereyra      | 80' |
| 11         | Delantero      | Yamila Rodríguez     | 66' |
| 15         | Delantero      | Florencia Bonsegundo |     |
| Entrenador | Entrenador     | Germán Portanova     |     |

| 12         | Guardameta     | Katherine Tapia  |     |
| 17         | Defensa        | Carolina Arias   | 76' |
| 3          | Defensa        | Daniela Arias    |     |
| 16         | Defensa        | Jorelyn Carabalí |     |
| 22         | Defensa        | Daniela Caracas  |     |
| 10         | Centrocampista | Leicy Santos     |     |
| 5          | Centrocampista | Lorena Bedoya    | 75' |
| 11         | Centrocampista | Catalina Usme    |     |
| 21         | Delantero      | Valerin Loboa    | 76' |
| 9          | Delantero      | Mayra Ramírez    |     |
| 18         | Delantero      | Linda Caicedo    |     |
| Entrenador | Entrenador     | Ángelo Marsiglia |     |

| 9  | Delantero | Kishi Núñez       | 66' |
| 3  | Defensa   | Eliana Stábile    | 70' |
| 21 | Delantero | Paulina Gramaglia | 80' |
| 7  | Delantero | Margarita Giménez | 80' |

| 6  | Centrocampista | Daniela Montoya | 75' |
| 15 | Delantero      | Wendy Bonilla   | 76' |
| 7  | Delantero      | Manuela Paví    | 76' |

|                      |                          | 0:1 | Acierto de penal       | Catalina Usme    |
| Florencia Bonsegundo | Acierto de penal         | 1:1 |                        |                  |
|                      |                          | 1:2 | Acierto de penal       | Jorelyn Carabalí |
| Sophia Braun         | Acierto de penal         | 2:2 |                        |                  |
|                      |                          | 2:3 | Acierto de penal       | Manuela Paví     |
| Paulina Gramaglia    | Fallo de penal (atajado) | 2:3 |                        |                  |
|                      |                          | 2:3 | Fallo de penal (poste) | Mayra Ramírez    |
| Aldana Cometti       | Acierto de penal         | 3:3 |                        |                  |
|                      |                          | 3:4 | Acierto de penal       | Linda Caicedo    |
| Kishi Núñez          | Acierto de penal         | 4:4 |                        |                  |
|                      |                          | 4:5 | Acierto de penal       | Wendy Bonilla    |
| Eliana Stabile       | Fallo de penal (poste)   | 4:5 |                        |                  |

| Amonestado | 44' | Yamila Rodríguez |
| Amonestado | 44' | Germán Portanova |

| Amonestado | 38' | Daniela Arias    |
| Amonestado | 49' | Linda Caicedo    |
| Amonestado | 69' | Jorelyn Carabalí |

| Árbitra             | Ivana Projkovska    |
| Árbitras asistentes | Giulia Tempestilli  |
| Árbitras asistentes | Iragartze Fernández |
| Cuarta árbitra      | Marcelly Zambrano   |
| Quinta árbitra      | Mónica Amboya       |
| VAR                 | Luis Quiroz         |
| AVAR                | Susana Corella      |
| Asesora de árbitras | Cynthia Franco      |
| Quality Manager     | Carlos Pastorino    |

| 1          | Guardameta     | Solana Pereyra       |     |
| 4          | Defensa        | Catalina Roggerone   |     |
| 13         | Defensa        | Sophia Braun         |     |
| 6          | Defensa        | Aldana Cometti       |     |
| 14         | Defensa        | Milagros Martín      | 70' |
| 16         | Centrocampista | Evelyn Domínguez     | 80' |
| 5          | Centrocampista | Vanina Preininger    |     |
| 8          | Centrocampista | Daiana Falfán        |     |
| 10         | Delantero      | Maricel Pereyra      | 80' |
| 11         | Delantero      | Yamila Rodríguez     | 66' |
| 15         | Delantero      | Florencia Bonsegundo |     |
| Entrenador | Entrenador     | Germán Portanova     |     |

| 12         | Guardameta     | Katherine Tapia  |     |
| 17         | Defensa        | Carolina Arias   | 76' |
| 3          | Defensa        | Daniela Arias    |     |
| 16         | Defensa        | Jorelyn Carabalí |     |
| 22         | Defensa        | Daniela Caracas  |     |
| 10         | Centrocampista | Leicy Santos     |     |
| 5          | Centrocampista | Lorena Bedoya    | 75' |
| 11         | Centrocampista | Catalina Usme    |     |
| 21         | Delantero      | Valerin Loboa    | 76' |
| 9          | Delantero      | Mayra Ramírez    |     |
| 18         | Delantero      | Linda Caicedo    |     |
| Entrenador | Entrenador     | Ángelo Marsiglia |     |

| 9  | Delantero | Kishi Núñez       | 66' |
| 3  | Defensa   | Eliana Stábile    | 70' |
| 21 | Delantero | Paulina Gramaglia | 80' |
| 7  | Delantero | Margarita Giménez | 80' |

| 6  | Centrocampista | Daniela Montoya | 75' |
| 15 | Delantero      | Wendy Bonilla   | 76' |
| 7  | Delantero      | Manuela Paví    | 76' |

|                      |                          | 0:1 | Acierto de penal       | Catalina Usme    |
| Florencia Bonsegundo | Acierto de penal         | 1:1 |                        |                  |
|                      |                          | 1:2 | Acierto de penal       | Jorelyn Carabalí |
| Sophia Braun         | Acierto de penal         | 2:2 |                        |                  |
|                      |                          | 2:3 | Acierto de penal       | Manuela Paví     |
| Paulina Gramaglia    | Fallo de penal (atajado) | 2:3 |                        |                  |
|                      |                          | 2:3 | Fallo de penal (poste) | Mayra Ramírez    |
| Aldana Cometti       | Acierto de penal         | 3:3 |                        |                  |
|                      |                          | 3:4 | Acierto de penal       | Linda Caicedo    |
| Kishi Núñez          | Acierto de penal         | 4:4 |                        |                  |
|                      |                          | 4:5 | Acierto de penal       | Wendy Bonilla    |
| Eliana Stabile       | Fallo de penal (poste)   | 4:5 |                        |                  |

| Amonestado | 44' | Yamila Rodríguez |
| Amonestado | 44' | Germán Portanova |

| Amonestado | 38' | Daniela Arias    |
| Amonestado | 49' | Linda Caicedo    |
| Amonestado | 69' | Jorelyn Carabalí |

| Árbitra             | Ivana Projkovska    |
| Árbitras asistentes | Giulia Tempestilli  |
| Árbitras asistentes | Iragartze Fernández |
| Cuarta árbitra      | Marcelly Zambrano   |
| Quinta árbitra      | Mónica Amboya       |
| VAR                 | Luis Quiroz         |
| AVAR                | Susana Corella      |
| Asesora de árbitras | Cynthia Franco      |
| Quality Manager     | Carlos Pastorino    |

| Estadísticas      | Bandera de Argentina | Bandera de Colombia |
| Tiros             | 10                   | 16                  |
| Tiros a puerta    | 3                    | 5                   |
| Faltas            | 16                   | 14                  |
| Saques de esquina | 1                    | 1                   |
| Penaltis          | 0                    | 0                   |
| Fueras de juego   | 1                    | 2                   |
| Posesión de balón | 38%                  | 62%                 |

### Final

#### Colombia vs. Brasil
| 2 de agosto | Colombia                                                       | 4:4 (3:3, 1:1) (t. s.)(4:5 p.) | Brasil                                                          | Estadio Rodrigo Paz Delgado, Quito                                           |                                                                              |
| 16:00       | Caicedo 25' · Tarciane 69' (a.g.) · Ramírez 88' · Santos 115'  | Reporte                        | Angelina 45+9' (pen.) · Amanda 80' · Marta 90+6', 105'          | Asistencia: 23 798 espectadores Árbitra: Dione Rissios VAR: Augusto Menéndez | Asistencia: 23 798 espectadores Árbitra: Dione Rissios VAR: Augusto Menéndez |
|             |                                                                | Tiros desde el punto penal     |                                                                 |                                                                              |                                                                              |
|             | Usme · Restrepo · Paví · Santos · Caicedo · Bonilla · Carabalí |                                | Tarciane · Angelina · Amanda · Mariza · Marta · Jhonson · Luany |                                                                              |                                                                              |

| 12         | Guardameta     | Katherine Tapia  |       |
| 17         | Defensa        | Carolina Arias   | 107'  |
| 3          | Defensa        | Daniela Arias    |       |
| 16         | Defensa        | Jorelyn Carabalí |       |
| 22         | Defensa        | Daniela Caracas  |       |
| 10         | Centrocampista | Leicy Santos     |       |
| 5          | Centrocampista | Lorena Bedoya    | 107'  |
| 20         | Centrocampista | Ilana Izquierdo  | 86'   |
| 21         | Delantero      | Valerin Loboa    | 72'   |
| 9          | Delantero      | Mayra Ramírez    | 90+5' |
| 18         | Delantero      | Linda Caicedo    |       |
| Entrenador | Entrenador     | Ángelo Marsiglia |       |

| 1          | Guardameta     | Lorena        |      |
| 3          | Defensa        | Tarciane      |      |
| 20         | Defensa        | Mariza        |      |
| 13         | Defensa        | Fe Palermo    | 44'  |
| 18         | Centrocampista | Gabi Portilho | 76'  |
| 8          | Centrocampista | Angelina      |      |
| 5          | Centrocampista | Duda Sampaio  | 81'  |
| 6          | Centrocampista | Yasmim        |      |
| 7          | Centrocampista | Kerolin       | 108' |
| 21         | Delantero      | Dudinha       | 44'  |
| 11         | Delantero      | Gio Garbelini | 82'  |
| Entrenador | Entrenador     | Arthur Elías  |      |

| 11 | Centrocampista | Catalina Usme    | 72'   |
| 7  | Delantero      | Manuela Paví     | 86'   |
| 23 | Centrocampista | Liced Serna      | 90+5' |
| 8  | Centrocampista | Marcela Restrepo | 107'  |
| 15 | Delantero      | Wendy Bonilla    | 107'  |

| 9  | Delantero      | Amanda Gutierres | 44'  |
| 23 | Defensa        | Isa Haas         | 44'  |
| 22 | Delantero      | Luany            | 76'  |
| 17 | Centrocampista | Vitória Yaya     | 81'  |
| 10 | Delantero      | Marta            | 82'  |
| 19 | Delantero      | Jhonson          | 108' |

| Anotado           | 25'  | Linda Caicedo | 1:0 |
| Anotado · Autogol | 69'  | Tarciane      | 2:1 |
| Anotado           | 88'  | Mayra Ramírez | 3:2 |
| Anotado           | 115' | Leicy Santos  | 4:4 |

| Anotado · Penal | 45+9' | Angelina         | 1:1 |
| Anotado         | 80'   | Amanda Gutierres | 2:2 |
| Anotado         | 90+6' | Marta            | 3:3 |
| Anotado         | 105'  | Marta            | 3:4 |

|                  |                           | 0:1 | Acierto de penal         | Tarciane         |
| Catalina Usme    | Acierto de penal          | 1:1 |                          |                  |
|                  |                           | 1:1 | Fallo de penal (atajado) | Angelina         |
| Marcela Restrepo | Acierto de penal          | 2:1 |                          |                  |
|                  |                           | 2:2 | Acierto de penal         | Amanda Gutierres |
| Manuela Paví     | Fallo de penal (desviado) | 2:2 |                          |                  |
|                  |                           | 2:3 | Acierto de penal         | Mariza           |
| Leicy Santos     | Fallo de penal (atajado)  | 2:3 |                          |                  |
|                  |                           | 2:3 | Fallo de penal (atajado) | Marta            |
| Linda Caicedo    | Acierto de penal          | 3:3 |                          |                  |
|                  |                           | 3:4 | Acierto de penal         | Jhonson          |
| Wendy Bonilla    | Acierto de penal          | 4:4 |                          |                  |
|                  |                           | 4:5 | Acierto de penal         | Luany            |
| Jorelyn Carabalí | Fallo de penal (atajado)  | 4:5 |                          |                  |

| Amonestado | 32'   | Lorena Bedoya    |
| Amonestado | 40'   | Carolina Arias   |
| Amonestado | 45+3' | Katherine Tapia  |
| Amonestado | 45+7' | Jorelyn Carabalí |
| Amonestado | 82'   | Ángelo Marsiglia |

| Amonestado | 40'  | Tarciane     |
| Amonestado | 66'  | Arthur Elias |
| Amonestado | 103' | Mariza       |
| Amonestado | 114' | Isa Haas     |
| Amonestado | 118' | Angelina     |

| Árbitra             | Dione Rissios    |
| Árbitras asistentes | Marcia Castillo  |
| Árbitras asistentes | Leslie Vásquez   |
| Cuarta árbitra      | Anahí Fernández  |
| Quinta árbitra      | Daiana Fernández |
| VAR                 | Augusto Menéndez |
| AVAR                | Wilma Balderrama |
| Asesora de árbitras | Bárbara Bastias  |
| Quality Manager     | Carlos Pastorino |

| 12         | Guardameta     | Katherine Tapia  |       |
| 17         | Defensa        | Carolina Arias   | 107'  |
| 3          | Defensa        | Daniela Arias    |       |
| 16         | Defensa        | Jorelyn Carabalí |       |
| 22         | Defensa        | Daniela Caracas  |       |
| 10         | Centrocampista | Leicy Santos     |       |
| 5          | Centrocampista | Lorena Bedoya    | 107'  |
| 20         | Centrocampista | Ilana Izquierdo  | 86'   |
| 21         | Delantero      | Valerin Loboa    | 72'   |
| 9          | Delantero      | Mayra Ramírez    | 90+5' |
| 18         | Delantero      | Linda Caicedo    |       |
| Entrenador | Entrenador     | Ángelo Marsiglia |       |

| 1          | Guardameta     | Lorena        |      |
| 3          | Defensa        | Tarciane      |      |
| 20         | Defensa        | Mariza        |      |
| 13         | Defensa        | Fe Palermo    | 44'  |
| 18         | Centrocampista | Gabi Portilho | 76'  |
| 8          | Centrocampista | Angelina      |      |
| 5          | Centrocampista | Duda Sampaio  | 81'  |
| 6          | Centrocampista | Yasmim        |      |
| 7          | Centrocampista | Kerolin       | 108' |
| 21         | Delantero      | Dudinha       | 44'  |
| 11         | Delantero      | Gio Garbelini | 82'  |
| Entrenador | Entrenador     | Arthur Elías  |      |

| 11 | Centrocampista | Catalina Usme    | 72'   |
| 7  | Delantero      | Manuela Paví     | 86'   |
| 23 | Centrocampista | Liced Serna      | 90+5' |
| 8  | Centrocampista | Marcela Restrepo | 107'  |
| 15 | Delantero      | Wendy Bonilla    | 107'  |

| 9  | Delantero      | Amanda Gutierres | 44'  |
| 23 | Defensa        | Isa Haas         | 44'  |
| 22 | Delantero      | Luany            | 76'  |
| 17 | Centrocampista | Vitória Yaya     | 81'  |
| 10 | Delantero      | Marta            | 82'  |
| 19 | Delantero      | Jhonson          | 108' |

| Anotado           | 25'  | Linda Caicedo | 1:0 |
| Anotado · Autogol | 69'  | Tarciane      | 2:1 |
| Anotado           | 88'  | Mayra Ramírez | 3:2 |
| Anotado           | 115' | Leicy Santos  | 4:4 |

| Anotado · Penal | 45+9' | Angelina         | 1:1 |
| Anotado         | 80'   | Amanda Gutierres | 2:2 |
| Anotado         | 90+6' | Marta            | 3:3 |
| Anotado         | 105'  | Marta            | 3:4 |

|                  |                           | 0:1 | Acierto de penal         | Tarciane         |
| Catalina Usme    | Acierto de penal          | 1:1 |                          |                  |
|                  |                           | 1:1 | Fallo de penal (atajado) | Angelina         |
| Marcela Restrepo | Acierto de penal          | 2:1 |                          |                  |
|                  |                           | 2:2 | Acierto de penal         | Amanda Gutierres |
| Manuela Paví     | Fallo de penal (desviado) | 2:2 |                          |                  |
|                  |                           | 2:3 | Acierto de penal         | Mariza           |
| Leicy Santos     | Fallo de penal (atajado)  | 2:3 |                          |                  |
|                  |                           | 2:3 | Fallo de penal (atajado) | Marta            |
| Linda Caicedo    | Acierto de penal          | 3:3 |                          |                  |
|                  |                           | 3:4 | Acierto de penal         | Jhonson          |
| Wendy Bonilla    | Acierto de penal          | 4:4 |                          |                  |
|                  |                           | 4:5 | Acierto de penal         | Luany            |
| Jorelyn Carabalí | Fallo de penal (atajado)  | 4:5 |                          |                  |

| Amonestado | 32'   | Lorena Bedoya    |
| Amonestado | 40'   | Carolina Arias   |
| Amonestado | 45+3' | Katherine Tapia  |
| Amonestado | 45+7' | Jorelyn Carabalí |
| Amonestado | 82'   | Ángelo Marsiglia |

| Amonestado | 40'  | Tarciane     |
| Amonestado | 66'  | Arthur Elias |
| Amonestado | 103' | Mariza       |
| Amonestado | 114' | Isa Haas     |
| Amonestado | 118' | Angelina     |

| Árbitra             | Dione Rissios    |
| Árbitras asistentes | Marcia Castillo  |
| Árbitras asistentes | Leslie Vásquez   |
| Cuarta árbitra      | Anahí Fernández  |
| Quinta árbitra      | Daiana Fernández |
| VAR                 | Augusto Menéndez |
| AVAR                | Wilma Balderrama |
| Asesora de árbitras | Bárbara Bastias  |
| Quality Manager     | Carlos Pastorino |

| Estadísticas      | Bandera de Colombia | Bandera de Brasil |
| Tiros             | 14                  | 21                |
| Tiros a puerta    | 6                   | 9                 |
| Faltas            | 19                  | 17                |
| Saques de esquina | 5                   | 7                 |
| Penaltis          | 0                   | 1                 |
| Fueras de juego   | 0                   | 1                 |
| Posesión de balón | 40%                 | 60%               |